# Segunda Batalla de Marengo (1799)
En la Segunda Batalla de Marengo o Batalla de Cascina Grossa (20 de junio de 1799) se enfrentaron tropas francesas al mando del General de División Jean Victor Marie Moreau contra una fuerza de soldados austriacos liderados por el Feldmarschall-Leutnant Heinrich von Bellegarde. El primer enfrentamiento entre la división de Emmanuel Grouchy y Bellegarde no fue concluyente. Sin embargo, al final del día Moreau introdujo a la división de Grenier en la lucha y los austriacos fueron expulsados del campo. Esta batalla de la Guerra de la Segunda Coalición ocurrió cerca de Spinetta Marengo, que se encuentra al este de Alessandria, Italia.
Se suponía que Moreau cooperaría con el ejército de Jacques MacDonald que estaba lidiando con los austro-rusos de Alexander Suvorov en la batalla de Trebbia. Cuando Moreau se trasladó al norte, Bellegarde ofreció batalla porque su tarea era evitar que los franceses se unieran a MacDonald. Moreau llegó demasiado tarde; ese día, el ejército derrotado de MacDonald comenzó a retirarse del río Trebbia. Esta victoria francesa no fue provechosa, porque Moreau pronto tuvo que retirarse a las montañas para evitar ser capturado por los soldados de Suvorov.